# Elene Gokieli
Elene Gokieli (Unión Soviética, 25 de agosto de 1916-31 de diciembre de 1992) fue una atleta soviética especializada en la prueba de 4 x 100 m, en la que consiguió ser medallista de bronce europea en 1950.

## Carrera deportiva
En el Campeonato Europeo de Atletismo de 1950 ganó la medalla de bronce en los relevos de 4 x 100 metros, llegando a meta en un tiempo de 47.5 segundos, tras Reino Unido y Países Bajos, ambos equipos con un tiempo de 47.4 segundos.